# Mesochorus limae
Mesochorus limae är en stekelart som beskrevs av Dasch 1974. Mesochorus limae ingår i släktet Mesochorus och familjen brokparasitsteklar. Inga underarter finns listade i Catalogue of Life.